# Macromedia Flashpaper
O Macromedia FlashPaper, é um produto desenvolvido pela Macromedia, e a partir dele é possível converter documentos tradicionais e comuns de computadores, como arquivos de texto do Microsoft Word e folhas de cálculo do Microsoft Excel, para formatos intercambiáveis entre diferentes plataformas: o Adobe PDF ou o SWF (Apresentação Macromedia Flash).
1. ↑  «Flash Printer». web.archive.org. 8 de julho de 2011. Consultado em 11 de julho de 2023